# 马尔基斯·基多
马尔基斯·基多（1984年8月11日—2021年6月14日），已故的前印度尼西亚男子羽毛球運動員，專長雙打項目。曾获得2008年北京奥运会的男子羽毛球双打项目的金牌。其胞弟博纳·塞普特纳和胞妹皮娅·泽巴迪娅·贝尔纳德特同為羽毛球運動員。

## 簡歷
2000年11月，马尔基斯·基多代表印尼参加中国广州举办的世界青年羽毛球錦標賽，在率先进行的团体赛，助印尼队赢得混合團體季军；此外，还与青年期的亨德拉·阿普利达·古纳万赢得男子双打季军。
2002年10月，马尔基斯·基多代表印尼参加南非比勒陀利亚举办的世界青年羽毛球錦標賽，在率先进行的团体赛，助印尼队赢得混合團體季军，此外，还与青年期的利利亚纳·纳西尔赢得混合双打季军。
2010年11月，基多代表印尼出戰廣州亞運會，參加羽毛球比賽的男子雙打（夥拍亨德拉·塞蒂亚万）及男子團體項目，奪得男雙金牌及男團銅牌。

### 2013年世錦賽
2013年8月，基多參加中國廣州舉行的世界羽毛球錦標賽，與阿尔文特·尤利安托·钱德拉以15號種子身分出戰男子雙打項目。他們首圈輪空，第二圈即以2比1力克印度組合晉級；但在第三圈就以0比2（19-21、17-21）不敵印尼隊友、6號種子的亨德拉·塞蒂亚万/穆罕默德·阿赫桑，16強止步。

### 逝世
2021年6月14日，马尔基斯·基多在打羽球時因心臟病猝逝，享年36歲。

## 主要比賽成績
只列出曾進入準決賽的國際賽事成績：
| 年份   | 賽事                     | 公開賽級別 | 項目     | 拍檔                            | 成績   |
| ------ | ------------------------ | ---------- | -------- | ------------------------------- | ------ |
| 2000年 | 世界青年羽毛球錦標賽     | 其他       | 混合團體 | －                              | 季軍   |
| 2000年 | 世界青年羽毛球錦標賽     | 其他       | 男子雙打 | 亨德拉·阿普利达·古纳万          | 季軍   |
| 2002年 | 世界青年羽毛球錦標賽     | 其他       | 混合團體 | －                              | 季軍   |
| 2002年 | 世界青年羽毛球錦標賽     | 其他       | 混合雙打 | 利利亚纳·纳西尔                 | 季軍   |
| 2003年 | 亞洲羽毛球錦標賽         | 其他       | 男子雙打 | 亨德拉·塞蒂亚万                 | 亞軍   |
| 2005年 | 亞洲羽毛球錦標賽         | 其他       | 男子雙打 | 亨德拉·塞蒂亚万                 | 冠軍   |
| 2005年 | 印尼羽毛球公开赛         |            | 男子雙打 | 亨德拉·塞蒂亚万                 | 冠軍   |
| 2006年 | 湯姆斯盃                 | 其他       | 男子團體 | －                              | 季軍   |
| 2006年 | 韓國羽毛球公開賽         | 國際挑戰賽 | 男子雙打 | 亨德拉·塞蒂亚万                 | 準決賽 |
| 2006年 | 香港羽毛球公開賽         | 國際挑戰賽 | 男子雙打 | 亨德拉·塞蒂亚万                 | 冠軍   |
| 2006年 | 中国羽毛球公开赛         |            | 男子雙打 | 亨德拉·塞蒂亚万                 | 冠軍   |
| 2006年 | 羽毛球世界盃             | 其他       | 男子雙打 | 亨德拉·塞蒂亚万                 | 冠軍   |
| 2006年 | 亞洲運動會羽毛球比賽     | 其他       | 男子雙打 | 亨德拉·塞蒂亚万                 | 銅牌   |
| 2006年 | 亞洲運動會羽毛球比賽     | 其他       | 男子團體 | －                              | 銅牌   |
| 2007年 | 馬來西亞羽毛球超級賽     | 超級賽     | 男子雙打 | 亨德拉·塞蒂亚万                 | 準決賽 |
| 2007年 | 新加坡羽毛球超級賽       | 超級賽     | 男子雙打 | 亨德拉·塞蒂亚万                 | 準決賽 |
| 2007年 | 蘇迪曼盃                 | 其他       | 混合團體 | －                              | 亞軍   |
| 2007年 | 中國羽毛球大師賽         | 超級賽     | 男子雙打 | 亨德拉·塞蒂亚万                 | 亞軍   |
| 2007年 | 世界羽毛球錦標賽         | 其他       | 男子雙打 | 亨德拉·塞蒂亚万                 | 冠軍   |
| 2007年 | 日本羽毛球超級賽         | 超級賽     | 男子雙打 | 亨德拉·塞蒂亚万                 | 準決賽 |
| 2007年 | 中華台北羽毛球黃金大獎賽 | 黃金大獎賽 | 男子雙打 | 亨德拉·塞蒂亚万                 | 冠軍   |
| 2007年 | 澳門羽毛球黃金大獎賽     | 黃金大獎賽 | 男子雙打 | 亨德拉·塞蒂亚万                 | 準決賽 |
| 2007年 | 丹麥羽毛球超級賽         | 超級賽     | 男子雙打 | 亨德拉·塞蒂亚万                 | 準決賽 |
| 2007年 | 中國羽毛球超級賽         | 超級賽     | 男子雙打 | 亨德拉·塞蒂亚万                 | 冠軍   |
| 2007年 | 香港羽毛球超級賽         | 超級賽     | 男子雙打 | 亨德拉·塞蒂亚万                 | 冠軍   |
| 2007年 | 东南亚运动会羽毛球比賽   | 其他       | 男子雙打 | 亨德拉·塞蒂亚万                 | 金牌   |
| 2007年 | 东南亚运动会羽毛球比賽   | 其他       | 混合團體 | －                              | 金牌   |
| 2008年 | 馬來西亞羽毛球超級賽     | 超級賽     | 男子雙打 | 亨德拉·塞蒂亚万                 | 冠軍   |
| 2008年 | 瑞士羽毛球超級賽         | 超級賽     | 男子雙打 | 亨德拉·塞蒂亚万                 | 亞軍   |
| 2008年 | 湯姆斯盃                 | 其他       | 男子團體 | －                              | 季軍   |
| 2008年 | 奥运会羽毛球比賽         | 其他       | 男子雙打 | 亨德拉·塞蒂亚万                 | 金牌   |
| 2008年 | 中國羽毛球大師賽         | 超級賽     | 男子雙打 | 亨德拉·塞蒂亚万                 | 冠軍   |
| 2008年 | 丹麥羽毛球超級賽         | 超級賽     | 男子雙打 | 亨德拉·塞蒂亚万                 | 冠軍   |
| 2008年 | 法國羽毛球超級賽         | 超級賽     | 男子雙打 | 亨德拉·塞蒂亚万                 | 冠軍   |
| 2008年 | 世界羽聯超級系列賽總決賽 | 首要超級賽 | 男子雙打 | 亨德拉·塞蒂亚万                 | 準決賽 |
| 2009年 | 馬來西亞羽毛球超級賽     | 超級賽     | 男子雙打 | 亨德拉·塞蒂亚万                 | 準決賽 |
| 2009年 | 亞洲羽毛球錦標賽         | 其他       | 男子雙打 | 亨德拉·塞蒂亚万                 | 冠軍   |
| 2009年 | 蘇迪曼盃                 | 其他       | 混合團體 | －                              | 季軍   |
| 2009年 | 印尼羽毛球超級賽         | 超級賽     | 男子雙打 | 亨德拉·塞蒂亚万                 | 準決賽 |
| 2009年 | 日本羽毛球超級賽         | 超級賽     | 男子雙打 | 亨德拉·塞蒂亚万                 | 冠軍   |
| 2009年 | 丹麥羽毛球超級賽         | 超級賽     | 男子雙打 | 亨德拉·塞蒂亚万                 | 準決賽 |
| 2009年 | 法國羽毛球超級賽         | 超級賽     | 男子雙打 | 亨德拉·塞蒂亚万                 | 冠軍   |
| 2009年 | 东南亚运动会羽毛球比賽   | 其他       | 男子雙打 | 亨德拉·塞蒂亚万                 | 金牌   |
| 2010年 | 全英羽毛球超級賽         | 超級賽     | 男子雙打 | 亨德拉·塞蒂亚万                 | 準決賽 |
| 2010年 | 湯姆斯盃                 | 其他       | 男子團體 | －                              | 亞軍   |
| 2010年 | 新加坡羽毛球超級賽       | 超級賽     | 男子雙打 | 亨德拉·塞蒂亚万                 | 準決賽 |
| 2010年 | 馬來西亞羽毛球黃金大獎賽 | 黃金大獎賽 | 男子雙打 | 亨德拉·塞蒂亚万                 | 冠軍   |
| 2010年 | 澳門羽毛球黃金大獎賽     | 黃金大獎賽 | 男子雙打 | 亨德拉·塞蒂亚万                 | 準決賽 |
| 2010年 | 世界羽毛球錦標賽         | 其他       | 男子雙打 | 亨德拉·塞蒂亚万                 | 季軍   |
| 2010年 | 印尼羽毛球黃金大獎賽     | 黃金大獎賽 | 混合雙打 | 莉塔·努利塔                     | 亞軍   |
| 2010年 | 丹麥羽毛球超級賽         | 超級賽     | 男子雙打 | 亨德拉·塞蒂亚万                 | 亞軍   |
| 2010年 | 法國羽毛球超級賽         | 超級賽     | 男子雙打 | 亨德拉·塞蒂亚万                 | 準決賽 |
| 2010年 | 香港羽毛球超級賽         | 超級賽     | 男子雙打 | 亨德拉·塞蒂亚万                 | 亞軍   |
| 2010年 | 亞洲運動會羽毛球比賽     | 其他       | 男子雙打 | 亨德拉·塞蒂亚万                 | 金牌   |
| 2010年 | 亞洲運動會羽毛球比賽     | 其他       | 男子團體 | －                              | 銅牌   |
| 2011年 | 印尼羽毛球首要超級賽     | 首要超級賽 | 男子雙打 | 亨德拉·塞蒂亚万                 | 準決賽 |
| 2011年 | 日本羽毛球超級賽         | 超級賽     | 男子雙打 | 亨德拉·塞蒂亚万                 | 準決賽 |
| 2011年 | 丹麥羽毛球首要超級賽     | 首要超級賽 | 男子雙打 | 亨德拉·塞蒂亚万                 | 準決賽 |
| 2012年 | 印尼羽毛球首要超級賽     | 首要超級賽 | 男子雙打 | 亨德拉·塞蒂亚万                 | 準決賽 |
| 2012年 | 新加坡羽毛球超級賽       | 超級賽     | 男子雙打 | 亨德拉·塞蒂亚万                 | 冠軍   |
| 2012年 | 越南羽毛球大獎賽         | 大獎賽     | 混合雙打 | 皮娅·泽巴迪娅·贝尔纳德特        | 冠軍   |
| 2012年 | 印尼羽毛球黃金大獎賽     | 黃金大獎賽 | 混合雙打 | 皮娅·泽巴迪娅·贝尔纳德特        | 準決賽 |
| 2012年 | 荷蘭羽毛球大獎賽         | 大獎賽     | 男子雙打 | 阿尔文特·尤利安托·钱德拉        | 冠軍   |
| 2012年 | 荷蘭羽毛球大獎賽         | 大獎賽     | 混合雙打 | 皮娅·泽巴迪娅·贝尔纳德特        | 準決賽 |
| 2012年 | 澳門羽毛球黃金大獎賽     | 黃金大獎賽 | 男子雙打 | 阿尔文特·尤利安托·钱德拉        | 準決賽 |
| 2013年 | 全英羽毛球首要超級賽     | 首要超級賽 | 混合雙打 | 皮娅·泽巴迪娅·贝尔纳德特        | 準決賽 |
| 2013年 | 瑞士羽毛球黃金大獎賽     | 黃金大獎賽 | 男子雙打 | 阿尔文特·尤利安托·钱德拉        | 準決賽 |
| 2013年 | 馬來西亞羽毛球黃金大獎賽 | 黃金大獎賽 | 男子雙打 | 阿尔文特·尤利安托·钱德拉        | 準決賽 |
| 2013年 | 泰國羽毛球黃金大獎賽     | 黃金大獎賽 | 混合雙打 | 皮娅·泽巴迪娅·贝尔纳德特        | 冠軍   |
| 2013年 | 中國羽毛球大師賽         | 超級賽     | 混合雙打 | 皮娅·泽巴迪娅·贝尔纳德特        | 準決賽 |
| 2013年 | 印尼羽毛球黃金大獎賽     | 黃金大獎賽 | 男子雙打 | 吉德翁·马库斯·费尔纳尔迪        | 準決賽 |
| 2013年 | 法國羽毛球超級賽         | 超級賽     | 男子雙打 | 吉德翁·马库斯·费尔纳尔迪        | 冠軍   |
| 2013年 | 哥本哈根羽毛球大師賽     | 其他       | 男子雙打 | 弗拉基米爾·伊萬諾夫             | 準決賽 |
| 2013年 | 哥本哈根羽毛球大師賽     | 其他       | 混合雙打 | 皮婭·澤巴迪婭·貝爾納德特        | 準決賽 |
| 2014年 | 全英羽毛球首要超級賽     | 首要超級賽 | 男子雙打 | 吉德翁·马库斯·费尔纳尔迪        | 準決賽 |
| 2014年 | 馬來西亞羽毛球黃金大獎賽 | 黃金大獎賽 | 男子雙打 | 吉德翁·马库斯·费尔纳尔迪        | 準決賽 |
| 2014年 | 澳洲羽毛球超級賽         | 超級賽     | 混合雙打 | 皮娅·泽巴迪娅·贝尔纳德特        | 準決賽 |
| 2014年 | 中華台北羽球黃金大獎賽   | 黃金大獎賽 | 混合雙打 | 皮娅·泽巴迪娅·贝尔纳德特        | 準決賽 |
| 2014年 | 印尼羽毛球大師賽         | 黃金大獎賽 | 男子雙打 | 吉德翁·马库斯·费尔纳尔迪        | 冠軍   |
| 2015年 | 紐西蘭羽毛球黃金大獎賽   | 黃金大獎賽 | 男子雙打 | 阿格里皮纳·普里玛·罗曼托·普特拉 | 準決賽 |
| 2015年 | 紐西蘭羽毛球黃金大獎賽   | 黃金大獎賽 | 混合雙打 | 皮娅·泽巴迪娅·贝尔纳德特        | 準決賽 |
| 2015年 | 印尼羽毛球大師賽         | 黃金大獎賽 | 男子雙打 | 亨德拉·阿普利达·古纳万          | 準決賽 |
| 2017年 | 馬來西亞羽毛球大師賽     | 黃金大獎賽 | 男子雙打 | 亨德拉·阿普利达·古纳万          | 準決賽 |
| 2017年 | 越南羽毛球國際挑戰賽     | 國際挑戰賽 | 男子雙打 | 亨德拉·阿普利达·古纳万          | 準決賽 |
| 2018年 | 印尼羽毛球國際系列賽     | 國際系列賽 | 男子雙打 | 伊爾凡·法蒂拉赫                 | 亞軍   |

| 2007-2017年 | 首要超級賽 | 超級賽 | 黃金大獎賽 | 大獎賽 | 國際挑戰賽 | 國際系列賽 | 未來系列賽 | 其他 |

| 2018-2026年 | 總決賽 | 超級1000賽 | 超級750賽 | 超級500賽 | 超級300賽 | 超級100賽 | 國際挑戰賽 | 國際系列賽 | 未來系列賽 | 其他 |

### 奧運會和世錦賽參賽紀錄
|          | 搭檔                     | 2006 | 2007 | 2008 | 2009        | 2010 | 2011        | 2012 | 2013 | 2014 |
| -------- | ------------------------ | ---- | ---- | ---- | ----------- | ---- | ----------- | ---- | ---- | ---- |
| 男子雙打 | 亨德拉·塞蒂亚万          | 8強  | 冠軍 | 金牌 | 48強 (退賽) | 季軍 | 48強 (退賽) | －   | －   | －   |
| 男子雙打 | 阿尔文特·尤利安托·钱德拉 | －   | －   | －   | －          | －   | －          | －   | 16強 | －   |
| 男子雙打 | 吉德翁·马库斯·费尔纳尔迪 | －   | －   | －   | －          | －   | －          | －   | －   | 16強 |
|          |                          |      |      |      |             |      |             |      |      |      |
| 混合雙打 | 莉塔·努利塔              | －   | －   | －   | －          | －   | 48強 (退賽) | －   | －   | －   |
| 混合雙打 | 皮娅·泽巴迪娅·贝尔纳德特 | －   | －   | －   | －          | －   | －          | －   | －   | 32強 |